# D'Addario (azienda)
La D'Addario è una casa produttrice di accessori per strumenti musicali, considerata tra le più grandi produttrici di corde per strumenti al mondo.
Attualmente la sua sede è a Farmingdale, nello stato di New York. Oltre a produrre e a vendere le sue corde, che sono tra le più diffuse al mondo, con diversi tipi, sotto il suo marchio, produce anche corde OEM per altre case impegnate nella produzione di strumenti musicali. La D'Addario produce e distribuisce anche altri accessori musicali tramite alcune divisioni, come la Planet Waves (che si occupa di cavi per chitarre elettriche e altri accessori), la Evans (che si occupa di drumhead) e infine la Rico (che si occupa di ance e legni.) Nel 2013 ha acquisito la Pro-Mark, (azienda che produce bacchette per suonare la batteria).

## Storia
La famiglia D'Addario ha origini italiane, proveniente dall'Abruzzo, nel paese di Salle, in provincia di Pescara. Un documento di battesimo del 1680 menziona un Donato D'Addario produttore di corde musicali. All'epoca, le corde erano prodotte con viscere di pecora o di maiale, e la loro produzione comportava un notevole lavoro.
Dopo un terremoto, avvenuto nel 1905, due cognati, Rocco e Carmine D'Addario, emigrarono in America, più precisamente ad Astoria, Queens, per tentare di espandere il loro mercato, importando e vendendo le corde prodotte dalla loro famiglia a Salle. Intorno al 1918, Rocco ritornò a Salle, e Carmine (o Charles), cominciò a produrre della corde in un piccolo negozio dietro la casa di famiglia. Il processo di lavorazione delle corde, ancora prodotte con viscere di maiale, cominciò ad impegnare tutta la famiglia.
La chitarra cominciò a diffondersi nella prima metà del XX secolo, e, negli anni trenta, la famiglia D'Addario cominciò a produrre delle corde per questo strumento, sotto ordinazione di solisti o di case produttrici di chitarre.
La nascita del nylon durante la seconda guerra mondiale, grazie alla DuPont, produsse un grande cambiamento nell'azienda della famiglia. Ricevuti dei campioni di nylon dalla DuPont, la famiglia D'Addario cominciò immediatamente a condurre degli esperimenti su questo nuovo materiale, consultando i suoi clienti abituali durante la produzione delle corde.
Tra la fine degli anni '40 e l'inizio degli anni '50 (soprattutto dopo la nascita del rock and roll) la popolarità raggiunta dalle chitarre classiche con corde di nylon cominciò a barcollare davanti alle chitarre con corde di metallo. Diversi componenti della famiglia, soprattutto i più giovani, volevano espandere il loro mercato anche sulle corde di metallo, ma Charles era ancora piuttosto riluttante per investire su una impresa che considerava ancora incerta: non voleva mettere a rischio il commercio della famiglia. Nel 1956, una nuova compagnia, (la Archaic Musical String Mfg Co.) cominciò a produrre le corde di metallo, gestita dal figlio di Charles, John D'Addario Sr. La compagnia produsse queste corde per le più importanti case produttrici di chitarre del tempo, ovvero Gretsch, D'Angelico Guitars, Martin e Guild. Nel 1962 le due compagnie si fusero in un'unica casa sotto il nome Darco.
La chitarra diventò lo strumento più utilizzato negli Stati Uniti e la Darco divenne più importante introducendo diverse innovazioni nella produzione di corde per chitarre.
Alla fine degli anni '60 Darco venne contattata dalla Martin Guitars in merito a una fusione per mettere insieme risorse e buoni risultati durante lo sviluppo. Mentre questa fusione dava ottimi risultati ad ambedue le compagnie, dal 1974 la famiglia D'Addario decise di vendere le corde sotto il loro nome: così nacque la J. D'Addario & Company Corporation. Darco è un marchio utilizzato ancora oggi dalla Martin Guitar Company.
Originariamente nato da Lynbrook, nei pressi di New York, il business continuò ad espandersi e nel 1994 venne scelta la sede a Farmingdale, sempre nei pressi di New York. La compagnia è gestita ed è ancora oggi di proprietà della famiglia D'Addario, con i suoi 13 componenti. Attualmente i dipendenti sono circa 900.